# 溱柏
溱柏（英語：Park Signature）位於香港新界元朗公庵路68號，鄰近原築及瑧頤，為新世界發展的元朗區大型私人屋苑。建築師為梁少光建築師事務所 （页面存档备份，存于）。物業溱柏共有9幢樓高25層的中密度住宅（第1至10座、不設第4座），每層左右翼分別只有4伙單位，每4伙共用2部電梯，2015年3月29日入伙，提供1,620個分層單位，附設住客室內停車場、私人平台花園及大型會所設施，每座均設禮賓部提供信件郵寄、工具借用、電召的士服務等等。。物業在2013年8月31日開售，開放式單位折實入場費約250萬元。屋苑由發展商轄下公司負責管理，由2024年3月1日起每平方呎管理費將調升至約$3.50。
2015年6月8日早上，溱柏最後一個一手分層標準單位賣出；該單位為第6座底層A室，面積914平方呎，成交價812.2萬元。而於2015年7月29日，溱柏再錄得一手頂層特色大宅單位成交，第5座頂層A室實用面積1,351平方呎，連車位以1774.2萬港元沽出，呎價13,132元。溱柏開售至今，一手累售1,618伙，全盤僅餘兩個頂層特色大宅單位及數十個叫價約90至130萬港元之住客停車位待售，發展商累積套現逾82億港元。2016年5月25日，項目最後1伙6座高層B室特色戶售出，成交價1,833.6萬元連雙車位，實用1,345方呎，發展商套現約83億元。

## 單位
屋苑設有9座大廈，合共提供1,620伙單位。單位面積、間隔多元化，提供開放式至四房戶，實用面積由272至987平方呎不等，其中2房戶佔約680多伙。。其中第9和第10座提供三款實用面積272、301及314平方呎之開放式單位，當中面積272和301平方呎的兩款戶型主要分別僅為面積較小戶型不設工作平台及只設企缸。
另外，屋苑各座頂層為特色單位樓層，樓底特高，單位均附天台使用權。此類特色單位當中，第1、2、5和6座頂層(27/F)A、B室更被設計成為極為罕有的4房連雙儲物室特色大宅，屬全屋苑實用面積最大的尊貴之選(室內實用面積約1351-1382平方呎)，附設160平方呎的私家平台及1000至1200平方呎私家天台。而個別底層單位附設私家平台，面積由10平方呎至336平方呎不等；全屋苑只提供共14個此類供應。
標准樓層樓底達2.9米，頂層樓底更達3.1米。

## 景觀
溱柏附近為低樓層鄉郊式發展，且與周邊屋苑相隔一段距離，故各方向景觀均相當開揚，各具特色。
各坐向單位主要景觀可分為以下六大類:
- 1-3座向北單位正面面向鄰近屋苑原築，中低層景觀以原築樓景為主，唯因兩個樓盤之間有相距約一百米之空地分隔，且向東北方向側望即能遠眺馬田壆、馬棠路一帶村屋群及元朗市遠景，視野尚屬開揚。
- 9-10座向北單位景觀極之開揚，即使極低層單位視野亦已能跨越馬田村一帶村屋群，遠眺體育館路一帶之元朗劇院、圖書館等各項文娛康樂設施，以及整個元朗市市景。此座向中高層單位更能遠眺天水圍、后海灣及深圳市遠景，屬屋苑最佳景觀。
- 1-3座向南及5-6座向東南單位近望屋苑旁欖喜路及明渠，除極低層外均可遙看極遼闊大棠鄉郊景致及郊野公園群山，除坐享「向南樓」優勢外，一望無際的綠野景致確實心曠神宜。唯5-6座部份極低層向南單位景觀或會被Green Atrium商場建築物稍為阻隔。
- 3座、7-8座向西南單位可望到元朗公路、擬建之元朗南新發展區、唐人新村、洪水橋一帶遠景及青山景致，日落晚霞景色尤其壯觀。
- 3座、7-8座及10座向東或東北偏東單位，主要遙望尚悅、蝶翠峰一帶建築群，以及大棠群山。
- 5-10座向內園單位主要俯瞰屋苑會所泳池及平台花園，但由於5-10座每座樓宇之間比較密集，向內園之單位普遍出現樓望樓的情況。

- 溱柏高層向東北偏北方向日夜元朗市景觀
- 溱柏高層向北方向元朗市夜景
- 溱柏高層向西方向日落景觀
- 溱柏高層向西方向日落景觀
- 溱柏高層向南單位大棠鄉郊景觀
- 溱柏低層向南單位大棠鄉郊景觀
- 溱柏5-10座向內園狀況
- 溱柏向中層向東單位原築及鄉郊景觀

## 設施

### 會所
溱柏雙子式會所名為Timber House，由Ernesto Bedmar設計，面積約48,000平方呎，設施包括4個多用途宴會廳、兩個戶外泳池、一個室內恆溫泳池、兩個兒童池、水療按摩池、兩球道保齡球場、健身室、桑拿室及蒸氣室、乒乓球室、英式桌球室、瑜珈室、咖啡茶座、閱讀區、麻雀室、鋼琴室、美容按摩院等。溱柏屋苑的第1至3座，及第5至10座分別各自設有1個會所及私人空中花園，而所有住戶都可享用2個會所及空中花園的設施。
兒童天地的設施包括3個音樂室(兩個鋼琴室及一個band房)、藝術室、跳躍地帶、智能玩具屋、角色扮演區，圖書館及幼兒探索天地。
會所另設約70,000平方呎園林綠化區，當中包括位於一樓的空中花園，設施包括3個戶外兒童遊樂場、綠茵亭園、戶外派對區(燒烤場)（每座設一個燒烤場）、露天雅座及休閒亭閣。
住戶可使用新世界發展開發的APP應用程式 「Artisanal Living」接收和查閱有關溱柏屋苑的資訊及通告，並可透過該應用程式預訂會所的設施。
- 溱柏會所泳池
- 溱柏會所雅座區域
- 溱柏會所保齡球場
- 溱柏會所乒乓球室
- 溱柏平台花園戶外休憩角落
- 溱柏會所兒童遊樂區
- 溱柏會所兒童角色扮演區
- 溱柏平台花園兒童遊樂設施(5-12歲)
- 溱柏平台花園兒童遊樂設施及草坪空間
- 溱柏平台花園戶外沙發

### 停車場
屋苑設有三個室內停車場，提供私家車停車位共399個，住客可由住宅單位樓層乘電梯直達所屬地庫停車場。停車場淨空2.4米，當中業主私家車位佔335個、住客時租訪客車位佔45個、商舖時租車位則佔19個，另設36個電單車車位。發展商已將停車位散賣予各業戶，電單車車位一手售價港幣5萬元；而私家車車位則視乎其所在位置等因素而各有不同定價。從2015年10月1日發展商發表的第13A號停車位價單可見，發展商當時仍持有37個私家車停車位發售中，售價由港幣90至140萬元不等。在2017年6月，其中一個車位以150萬賣出。
屋苑內的The Green Atrium商場另設室外訪客停車場，提供數十個時租私家車/客貨車停車位，場內設有電動車充電服務。

## 商舖
屋苑設有名為The Green Atrium的小型商場，租戶包括高級超級市場Market Place by Jasons、7-Eleven便利店、Pandamart便利店、有機產品商店及西式食肆等多家商店進駐營業。各家商店亦已於2015年上半年陸續開業。  屋苑更設有總面積約6000平方呎人寵Cafe「Hooment」，當中包括寵物超市、寵物Spa美容。
- 源生坊有機功能食品專門店 Health Aims
- 雞仔店西餐廳
- Hooment 人寵Cafe、寵物Spa美容及寵物超市
- 和悅會長者日間護理中心

- 位於溱柏的Green Atrium商場
- 設於Green Atrium商場1/F之Cafe西餐廳
- 溱柏內之源生坊有機功能食品專門店 Health Aims
- 溱柏內之中式私房菜館
- 溱柏內之7-11便利店
- 溱柏內之Market Place by Jasons超市

## 畫廊
- 溱柏樓宇外觀
- 溱柏內園狀況
- 從十八鄉路近馬田壆望向溱柏1-3座及原築
Park Signature Tower 1-3 & La Grove
- 從欖喜路望向溱柏6-8座
Park Signature Tower 6-8
- 從十八鄉路望向溱柏8-10座
Park Signature Tower 8-10
- Park Signature
- 溱柏屋苑內綠化休憩空間
- 溱柏屋苑內部景觀
- 溱柏屋苑車路迴旋處
- 溱柏屋苑內之行車路
- 溱柏一帶視野廣闊，幸運彩虹特別容易遇見

## 交通
從屋苑步行往元朗市中心或元朗公園約需10至15分鐘；屋苑設有住客全日服務的穿梭巴士往返西鐵朗屏站。本路線只供溱柏住戶乘搭，必需使用已登記八達通支付車資。
鄰近溱柏第9、10座的十八鄉路「馬田村」巴士站，設有多條九巴路線，全日提供巴士服務往來各區。
綠色公共小型巴士(路線39系列)途經公庵路溱柏出入口，全日提供服務往來元朗鳳翔路(雞地)與白沙。

## 獎項
溱柏屬新世界發展首個以全新品牌The Artisanal Movement工匠概念包裝旗下新建樓盤。2016年6月底，由九大專業團體聯合舉辦、兩年一度的優質建築大獎評選中，項目奪得「2016年度優質建築大獎」香港住宅項目(多幢)優異獎。

## 鄰近住宅
- 原築
- 瑧頤
- 翹翠峰
- 欖口村
- 欖口圍村
- 馬田村
- 龍田村
- 田寮村
- 禮修村

## 外部連結
- 溱柏官方網站 （页面存档备份，存于）
- 溱柏業主討論區 （页面存档备份，存于）
- 溱柏業主討論區 Facebook 專頁